# Guspini
Guspini (sardinsky: Gùspini) je italská obec (comune) v provincii Sud Sardegna v regionu Sardinie. Nachází se ve výšce 130 metrů nad mořem a má přibližně 11 tisíc obyvatel. Rozloha obce je 174,67 km².